# Janet Mock
Janet Mock (født 10. marts 1983 i Honolulu, Hawaii) er en amerikansk journalist, forfatter, forkæmper for transkønnedes rettigheder og forhenværende redaktør på People Magazine's hjemmeside.

## Ungdom og uddannelse
Mock blev født i Honolulu på Hawaii og voksede op på Hawaii og i Oakland, Californien.
Mock er af afrikansk-amerikansk og hawaiiansk herkomst.
Som 16-årig var Mock sexarbejder.
Mock var den første person i hendes familie, der kom på college. Hun har en BA-grad i fashion merchandising fra University of Hawaii at Manoa og en MA-grad i journalistik fra New York University. Hun gennemgik kønskorrigerende operation i Bangkok som 18-årig midt i hendes første år på college.
Mock sprang offentligt ud som transkønnet kvinde i 2011 igennem en artikel af Marie Claire, men problematiserede den måde, hvorpå de gav et forkert indtryk af hendes køn ved at skrive, at hun var født og opvokset som dreng. "Jeg blev født i det, som læger påstår, er en drengs krop. Jeg fik ikke lov til at vælge hvilket køn, jeg ville tildeles ved min fødsel... Kønskorrigerende kirurgi har ikke gjort mig til kvinde. Jeg har altid været kvinde". I 2014, imens hun gjorde reklame for hendes bog Redefining Realness, udmeldte hun, at hun ikke havde valgt Marie Claire artiklens titel.
Mock har valgt sit fornavn Janet efter Janet Jackson.

## Karriere
Mock startede sin karriere som journalist på People Magazine, hvor hun var redaktør i mere end fem år.
Mock underviser med særligt fokus på transkønnethed for LGBTQ-ungdomscenteret ved Hetrick-Martin Institute, som driver Harvey Milk High School – en high school for LGBT-teenagere i New York City.
I 2012 startede hun Twitter-hashtagget #GirlsLikeUs for at styrke transkønnede kvinder, hvilket fik opmærksomhed fra flere queer-media sider.
I 2012 holdt hun også hovedtalen til Lavender Commencement til ære for LGBT-studerende ved University of Southern California. Hun var desuden medformand, nomineret og vært ved GLAAD Media Awards 2012.
Mock har indsendt en video om hendes oplevelser som transkønnet kvinde til "It Gets Better" projektet og har skrevet om transkønnedes problemer for Huffington Post og xojane .
I juni 2013 forlød det, at Mock var blevet meldt ind i Arcus Foundations bestyrelse – en verdensomspændende fond dedikeret til aktivisme for social retfærdighed.
Hun er med i LGBT-dokumentaren The OUT List, der havde premiere den 21. juni, 2013 på Olympia Theater and Office Building i Miami og blev screenet på HBO den 27. juni, 2013. Hun er også med i en dokumentar fra 2011 ved navn Dressed. Den 14. november 2013 blev Mock æret som medlem af OUT100, Out Magazine's 100 "mest indtryksgivende mennesker for året", og overrakte ved eventet Reader's Choice Award til Laverne Cox.
Mock har skrevet et memoir, som oprindeligt blev annonceret under navnet Fish Food, der senere blev ændret til Redefining Realness, som blev udgivet i februar 2014. For at gøre reklame for sin bog blev hun i februar 2014 interviewet på CNN's Piers Morgan Live. Interviewene med Morgan blev blandt andet kaldt "omstridte" og "kontroversielle". Bogen kom på New York Times bestsellerliste for hardcover nonfiction.
I 2014 tog Mock imod et tilbud om at blive redaktør på Marie Claire.
I 2014 meldte Mock sig desuden ind i en kampagne mod en lov i Phoenix, Arizona, som ville gøre det muligt for politiet at arrestere på baggrund af mistanke om “at synliggøre prostitution”. Denne lov mener hun, på baggrund af domfældelsen af den ikke-hvide transkønnede aktivist Monica Jones, går målrettet efter ikke-hvide transkønnede kvinder. Mock tweetede: "Speak against the profiling of #TWOC [trans woman of color], like Monica Jones. Tweet #StandWithMonica + follow @SWOPPhx [Sex Workers Outreach Project – Phoenix AZ Chapter] now!", i korte træk – "Sig fra overfor profilering af ikke-hvide transkvinder som Monica Jones!"
I 2014 blev Mock også afbilledet sammen med 13 andre transkønnede kvinder på forsiden af C☆NDY Magazine i anledning af deres femårsdag - Laverne Cox, Carmen Carrera, Geena Rocero, Isis King, Gisele Alicea, Leyna Ramous, Dina Marie, Nina Poon, Juliana Huxtable, Niki M’nray, Pêche Di, Carmen Xtravaganza og Yasmine Petty.

## Priser og hædersbevisninger
I november 2012 uddelte The Sylvia Rivera Law Project deres Sylvia Rivera Activist Award til Janet Mock.
GBMNews.com betegnede Mock som en af de 15 mest indflydelsesrige homoseksuelle berømtheder i 2012, omend hun ikke er homoseksuel.
Mock blev skrevet med i Trans 100, som er den første årlige liste á 100 bemærkelsesværdige transkønnede fortalere i Amerika's Forenede Stater, and holdt hovedtalen ved eventets lancering den 29 marts, 2013 i Chicago.
Mock var med i videoen, der fulgte med "Google Doodlen" til International Women's Day i 2014.
I 2014 kom Mock med på The Advocate Magazine's årlige "40 Under 40" liste samt deres liste over de 50 mest indflydelsesrige LGBT personer i medierne.
I 2014 kom Mock også med i The Annual Root 100, der hædrer “sorte rollemodeller, innovatører and kulturpersonligheder” á 45 år og ned.

## Personlige detaljer
Mock bor i New York City med sin forlovede, fotografen Aaron Tredwell.

## Kontroverser
I februar 2014 blev Mock interviewet i "Piers Morgan Live" på CNN. Dette interview resulterede i en strid på Twitter mellem Morgan og Mock, hvor hun beskyldte ham for at sensationalisere hendes liv ved at sætte fokus på hendes privatliv og krop i stedet for hendes nye bog, Redefining Realness. Hun fortalte i BuzzFeed, at Morgan ikke ville diskutere transkønnedes problemer eller det arbejde, hun havde begået, men blot var interesseret i at gøre en sensation ud af hendes liv. På grund af dette så Morgan sig som modtager på en heftig kritik fra LGBTQ-miljøet, hvilket resulterede i, at Mock blev inviteret ind i showet endnu en gang, hvor Morgan forsøgte at forstå grunden til kritikken, mens Mock forklarede problemerne ved den måde transkønned og deres liv bliver fremstillet i medierne.
I et interview med Fusion's Alicia Menendez, påtog Mock sig den udspørgende rolle til sidst i interviewet for at vende samtalen om køn på hovedet. Mock bad som interviewer Menendez om at bevise hendes køn og hendes status som ciskønnet, og stilte bl.a. spørgsmål som "har du en vagina?" i et forsøg på at give en indtryk af, hvordan det ofte føles for transpersoner at blive interviewet.

## References
1. ↑  'My womanhood is valid': transgender activist Janet Mock calls for change – Telegraph
2. ↑  "Trans activist: 'Not enough of our stories are being told'". MSNBC. Arkiveret fra originalen 1. januar 2015. Hentet 2014-02-06.
3. ↑  Mock, Janet (18. maj 2011). "I Was Born a Boy". Marie Claire. Hentet 1. januar 2014.
4. ↑  "Janet Mock's official website". Janetmock.com. Hentet 2013-03-03.
5. 1 2 3  "About Janet Mock". Janetmock.com. Hentet 2013-03-03.
6. ↑  Zak, Dan (13. februar 2014). "Trans advocate Janet Mock dreams bigger after 'Redefining Realness'". Washington Post.
7. ↑  Viera, Ben (maj 2011). "'I Was Born a Boy': What's Religion Got to Do With It?". Clutch. Arkiveret fra originalen 29. juli 2017. Hentet 13. januar 2015.
8. 1 2  Mock, Janet (18. maj 2011). "Woman Discusses Her Gender Reassignment – Transsexual Woman Janet Mock". Marie Claire. Hentet 2014-02-06.
9. 1 2  Claire Pires. "Janet Mock Opens Up About Her Experiences As A Trans Sex Worker at Age 16". Buzzfeed.com. Hentet 2014-02-06.
10. 1 2  Wilson, Janday (26. februar 2014). "SO WHAT DO YOU DO, JANET MOCK, WRITER, TRANSGENDER ADVOCATE AND AUTHOR?". Mediabistro. Hentet 15. oktober 2014.
11. ↑  Mayo, Kierna (18. maj 2011). "I Was Born a Boy". Marie Claire. Hentet 2013-03-03.
12. ↑  How Society Shames Men Dating Trans Women & How This Affects Our Lives, quote=I am a trans woman. My sisters are trans women. We are not secrets. We are not shameful. We are worthy of respect, desire, and love. As there are many kinds of women, there are many kinds of men, and many men desire many kinds of women, trans women are amongst these women. And let's be clear: Trans women are women.
13. ↑  'More Than A Pretty Face': Sharing My Journey To Womanhood Arkiveret 16. januar 2015 hos  Wayback Machine, quote=I was born in what doctor's proclaim is a boy's body. I had no choice in the assignment of my sex at birth. I take issue with the two instances in the piece: The first instance proclaims, “Until she was 18, Janet was a boy,” and then it goes on to say, “I even found other boys like me there…” My genital reconstructive surgery did not make me a girl. I was always a girl.
14. 1 2  "Author Janet Mock returns to "Piers Morgan Live" for a second interview – Piers Morgan – CNN.com Blogs". Piersmorgan.blogs.cnn.com. Arkiveret fra originalen 24. februar 2015. Hentet 2014-02-06.
15. ↑  Janet Mock (2014). Redefining Realness: My Path to Womanhood, Identity, Love & So Much More. Atria Books. s. 10. ISBN 978-1476709123.
16. ↑  "The Latest, Greatest Face of the Trans Movement: 5 Amazing Janet Mock Facts | Healthy Living – Yahoo Shine". Shine.yahoo.com. 30. januar 2014. Hentet 2014-02-06.
17. 1 2  James, Nathan. "15 Most Powerful Gay Celebrities of 2012". GBMNews. Arkiveret fra originalen 18. april 2012. Hentet 2013-03-03.
18. ↑  Why I Started #GirlsLikeUs JanetMock.com, Retrieved 2013-09-18
19. ↑  "A Year Later, #girlslikeus Have Much More To Say". Arkiveret fra originalen 20. december 2014. Hentet 13. januar 2015.
20. ↑  "Janet Mock Talks Transgender Sisterhood, Visibility and #GirlsLikeUs". Arkiveret fra originalen 11. juli 2014. Hentet 13. januar 2015.
21. ↑  Mighty Real: Janet Mock: With her new memoir, Redefining Realness, Janet Mock shares her journey as a transgender woman with honesty, eloquence and without apologies
22. ↑  "It Gets Better Transgender – Janet Mock". It Gets Better Project. 9. april 2011. Arkiveret fra originalen 24. juni 2017. Hentet 2013-03-03.
23. ↑  "Janet Mock Joins Arcus Foundation Board of Directors". Arkiveret fra originalen 1. juli 2014. Hentet 2013-08-30.
24. ↑  "HBO Miami Red-Carpet Premiere of THE OUT LIST". Reuters. Arkiveret fra originalen 22. februar 2014. Hentet 2013-08-30.
25. ↑  "21 Transgender People Who Influenced American Culture". Time Magazine.
26. ↑  Redefining Realness: My Path to Womanhood, Identity, Love & So Much More: Janet Mock: 9781476709123: Amazon.com: Books
27. ↑  Johnson, Keosha (15. februar 2012). "TheGrio's 100: Janet Mock, changing perspectives on gender nonconformity". theGrio. Hentet 2013-03-03.
28. ↑  Mock, Janet (2. maj 2012). "A Rallying Cry for CeCe, Paige, and Trans Women Everywhere: Your Lives Matter". Huffington Post. Hentet 2013-03-03.
29. ↑  "Tonight at 9: Author Janet Mock returns for a live interview – Piers Morgan – CNN.com Blogs". Piersmorgan.blogs.cnn.com. Arkiveret fra originalen 2. december 2014. Hentet 2014-02-06.
30. ↑  Wilstein, Matt. "Piers Morgan Goes After Colbert for 'Enabling' Janet Mock's 'Whining'". Mediaite. Hentet 20. marts 2014.
31. ↑  Nichols, James (6. februar 2014). "Janet Mock Rejoins Piers Morgan Following Controversial Interview". Huffington Post. Hentet 20. marts 2014.
32. ↑  Trans advocate Janet Mock dreams bigger after ‘Redefining Realness’ – The Washington Post
33. ↑  "Janet Mock Clarifies New Role at Marie Claire, Won't Be 'Trans Correspondent' | Colorlines". Arkiveret fra originalen 8. august 2014. Hentet 13. januar 2015.
34. 1 2  US: Laverne Cox joins #StandWithMonica campaign against Phoenix ‘walking while trans’ law · PinkNews
35. ↑  "Laverne Cox, Carmen Carrera, Among 14 Trans Stars On "Candy" Magazine Cover". NewNowNext.
36. ↑  "Janet Mock Receives Sylvia Rivera Activist Award". Elixher. 12. november 2012. Hentet 2013-03-03.
37. ↑  "About the Trans 100". Arkiveret fra originalen 6. februar 2015. Hentet 13. januar 2015.
38. ↑  'Trans 100' And 'Trans* H4CK' Events To Be Held In Chicago
39. ↑  100 Amazing Trans Americans You Should Know: The inaugural Trans 100 List celebrates groundbreaking work being done by trans people across the country.
40. ↑  "Google's International Women's Day Doodle Includes Trans Women". The Advocate.
41. ↑  40 Under 40: Janet Mock Is Our Best Ambassador to the Media | Advocate.com
42. ↑  "The 50 Most Influential LGBT People in Media".
43. ↑  Root 100 Recognizes African-American LGBT Luminaries | Advocate.com
44. ↑  Hermione Hoby Published at 4:02PM, October 22, 2011 (22. oktober 2011). "The day I told my boyfriend I was born a boy". The Times. Hentet 2014-02-06.{{cite web}}:  CS1-vedligeholdelse: Flere navne: authors list (link)
45. ↑  Author Janet Mock joins Piers Morgan - YouTube
46. 1 2  Transgender Advocate Janet Mock: Piers Morgan "Sensationalized" My Story - BuzzFeed News
47. ↑  Janet Mock Rejoins Piers Morgan Following Controversial Interview
48. ↑  Janet Mock rejoins Piers Morgan - YouTube
49. ↑  Alicia Menendez
50. ↑  WATCH: Janet Mock Flips the Script on Cisgender Host | Advocate.com

## External links
- Janet Mock's blog
- Janet Mock's podcast with her boyfriend Aaron Tredwell
- Janet Mock's twitter